# Ruokamojärvi
Ruokamojärvi är en sjö i Finland. Den ligger i kommunen Posio i landskapet Lappland, i den norra delen av landet, 700 km norr om huvudstaden Helsingfors. Ruokamojärvi ligger 261,4 meter över havet. Den är 25 meter djup. Arean är 89,7 hektar och strandlinjen är 6,68 kilometer lång. Sjön  ingår i Kemi älvs huvudavrinningsområde. 